# Gerald Humphreys
Gerald Humphreys, detto Gerry (Llandudno, 14 gennaio 1946), è un ex calciatore gallese, di ruolo centrocampista.

## Caratteristiche tecniche
Era un'ala sinistra.

## Carriera
Dopo aver giocato nelle giovanili dell'Everton fa il suo esordio tra i professionisti con la prima squadra delle Toffees (a cui era aggregato dall'inizio della stagione 1965-1966) il 16 aprile 1966, disputando da titolare la partita della prima divisione inglese persa per 4-1 sul campo del Leeds Utd; nel finale di stagione gioca poi una seconda partita, mentre nella stagione 1967-1968 gioca in totale 4 partite di campionato. Nella stagione 1968-1969 oltre ad incrementare leggermente il suo totale di presenze (5) segna anche la sua prima rete tra i professionisti, sbloccando il risultato nella partita del 14 settembre 1969 vinta per 3-0 in casa contro lo Sheffield Weds; nel prosieguo della stagione trova la via del gol in una seconda occasione (il 30 novembre, in una vittoria casalinga per 7-1 sul Leicester City), che a posteriori si rivela anche essere la sua ultima rete in prima divisione: rimane infatti in rosa anche nella stagione 1969-1970 (partecipando, sia pure con una sola presenza, alla vittoria del campionato), mentre nella stagione 1970-1971 gioca altre 9 partite in prima divisione con i londinesi del Crystal Palace per poi nel gennaio del 1971 scendere in quarta divisione al Crewe Alexandra: con quest'ultimo club riesce finalmente a trovare un posto da titolare, che di fatto mantiene per sei stagioni e mezzo, ovvero fino al termine della stagione 1976-1977, quando all'età di 29 anni, dopo complessive 193 presenze e 30 reti in incontri di campionato, lascia il club per andare a chiudere la carriera con i semiprofessionisti gallesi del Rhyl (nelle serie minori inglesi, in quanto all'epoca non esisteva ancora un campionato nazionale gallese).
In carriera ha totalizzato complessivamente 214 presenze e 32 reti nei campionati della Football League.

## Palmarès

### Club

#### Competizioni nazionali
- Campionato inglese: 1

Everton: 1969-1970